# Euphoresia schoutedeni
Euphoresia schoutedeni är en skalbaggsart som beskrevs av Moser 1913. Euphoresia schoutedeni ingår i släktet Euphoresia och familjen Melolonthidae. Inga underarter finns listade i Catalogue of Life.